# Cannabaceae
Famille
Classification APG III (2009)
Les Cannabaceae (les Cannabacées) sont une famille de plantes à fleurs dicotylédones de l'ordre des Rosales. Dans le passé, son nom a aussi été écrit Cannabinaceae, Cannabidaceae, ou Cannabiaceae.

## Étymologie
Le nom vient du genre type Cannabis qui vient du grec κάνναβις (kánnabis) « chanvre », lui-même issu du persan کنف (kanab), qui a le même sens.

## Classification
En classification classique de Cronquist (1981), la famille est assignée à l'ordre des Urticales, et comprend deux genres : Cannabis et Humulus.
La classification phylogénétique APG II (2003) abandonne l'ordre Urticales et en assigne toutes les plantes à celui des Rosales. Par ailleurs, cette classification étend la famille en y incluant plusieurs genres faisant précédemment partie de la famille Ulmaceae, notablement Celtis. 

## Description
Tous les genres sont des arbres ou des arbustes, sauf Cannabis (chanvre) et Humulus (houblon), qui sont des plantes herbacées à port dressé ou grimpant. Le genre Cannabis ne comprend que des plantes annuelles, alors que le genre Humulus est généralement vivace.

## Utilisation
Les genres Cannabis et Humulus ont une grande importance industrielle : le chanvre fournit des fibres (tiges), de l'huile (graines appelées chènevis) ; le houblon est utilisé dans la fabrication de la bière.
Le chanvre est aussi utilisé dans un but dit « récréatif » ou médicinal ; on lui donne alors communément le nom de cannabis. De sa résine, est extrait le haschisch.

## Liste des genres
Selon Angiosperm Phylogeny Website (24 juillet 2017) et NCBI (24 juillet 2017) :
- Aphananthe (en) Planchon
- Cannabis L.
- Celtis L.
- Gironniera (en) Gaudich.
- Humulus L.
- Lozanella (es) Greenman
- Parasponia Miquel
- Pteroceltis Maxim.
- Trema Loureiro

Selon Catalogue of Life (24 juillet 2017) :
- Ampelocera (en)
- Aphananthe
- Cannabis
- Celtis
- Chaetachme (en)
- Gironniera
- Humulopsis
- Humulus
- Lozanella
- Parasponia
- Pteroceltis
- Trema

Selon ITIS (24 juillet 2017) :
- Cannabis L.
- Celtis L.
- Humulus L.
- Trema Lour.

## Liste des espèces
Selon NCBI (24 juillet 2017) :
- genre Aphananthe
  - Aphananthe aspera
  - Aphananthe cuspidata
  - Aphananthe monoica
  - Aphananthe philippinensis
  - Aphananthe sakalava
- genre Cannabis
  - Cannabis sativa
  - Cannabis indica
  - Cannabis ruderalis
- genre Celtis
  - Celtis aculeata
  - Celtis africana
  - Celtis australis
  - Celtis biondii
  - Celtis boninensis
  - Celtis bungeana
  - Celtis choseniana
  - Celtis durandii
  - Celtis formosana
  - Celtis gomphophylla
  - Celtis iguanaea
  - Celtis julianae
  - Celtis koraiensis
  - Celtis kunmingensis
  - Celtis laevigata
  - Celtis latifolia
  - Celtis madagascariensis
  - Celtis mildbraedii
  - Celtis occidentalis
  - Celtis paniculata
  - Celtis philippensis
  - Celtis schippii
  - Celtis sellowiana
  - Celtis sinensis
  - Celtis tala
  - Celtis tetrandra
  - Celtis timorensis
  - Celtis tournefortii
  - Celtis trinervia
  - Celtis vandervoetiana
  - Celtis yunnanensis
- genre Gironniera
  - Gironniera celtidifolia
  - Gironniera nervosa
  - Gironniera subaequalis
- genre Humulus
  - Humulus japonicus
  - Humulus lupulus
  - Humulus scandens
  - Humulus yunnanensis
- genre Lozanella
  - Lozanella enantiophylla
  - Lozanella permollis
  - Lozanella trematoides
- genre Parasponia
  - Parasponia andersonii
  - Parasponia melastomatifolia
  - Parasponia parviflora
  - Parasponia rigida
  - Parasponia rugosa
  - Parasponia simulans
- genre Pteroceltis
  - Pteroceltis tatarinowii
- genre Trema
  - Trema africana
  - Trema angustifolia
  - Trema aspera
  - Trema cannabina
  - Trema discolor
  - Trema domingense
  - Trema integerrima
  - Trema lamarckiana
  - Trema levigata
  - Trema micrantha
  - Trema nitens
  - Trema nitida
  - Trema orientalis
  - Trema politoria
  - Trema tomentosa
  - Trema virgata